# 舘粲児
舘 粲児（たち えいじ、明治26年(1893年) - 没年不詳）は、日本の造園家。石川県出身。大正6年、千葉県立高等園芸学校を卒業し、翌年に宮内省内匠寮匠生となる。大正10年に宮内技手補、昭和2年宮内技手。この間、宮内の御料地に6ホールのゴルフ場を造営。昭和11年に北米出張。昭和17年に宮内技師となるが、同年に退職。戦後はゴルフ場造営と田村剛、加藤誠平、吉村巌らと観光開発等調査計画に関わる。
代表作には、呉羽観光呉羽カントリークラブ（昭和35年、竹村秀夫らと。富山市三熊）がある。

## 論文
- 西洋芝の栽培に就いて（造園雑誌 1(1), 43-49, 1934年2月号）
- 再び西洋芝栽培に就いて（造園雑誌 3(2), 149-153, 1936年7月号）